# Bénodet
Bénodet (bret. Benoded) – miejscowość i gmina we Francji, w regionie Bretania, w departamencie Finistère.
Według danych na rok 1990 gminę zamieszkiwało 2436 osób, a gęstość zaludnienia wynosiła 231 osób/km² (wśród 1269 gmin Bretanii Bénodet plasuje się na 244. miejscu pod względem liczby ludności, natomiast pod względem powierzchni na miejscu 819.).